# Товариство українських студентів-католиків «Обнова»
У 1930 р. — з ініціативи Української Греко-Католицької Церкви було створено Генеральний Інститут Католицької Акції Греко-Католицької Галицької провінції. Для об'єднання студентської молоді в тому ж році в Католицькій Акції створено Товариство українських студентів-католитків «Обнова».

## Історія
Від часу свого заснування ТУСК мало два основних напрямки діяльності. Це, насамперед, місійна робота з молоддю в цілому, а також самоосвіти. Гаслом Товариства є «Обновити все в Христі». «Обнова» як організація передової частини молоді — студентства, мала творити еліту суспільства, її керівну силу. Кожен з членів готував доповіді, реферати, які зачитувались і обговорювались у колі Товариства. Тематика була різнобічна: історичні, мистецькі дослідження, філософсько-богословські роздуми.
У науковій роботі «Обнові» допомагало Богословське Наукове Товариство на чолі з о. Йосипом Сліпим, а також створений спеціально з ініціативи митрополита А.Шептицького Український Католицький Академічний Сеньйорат, що складався зі старшої інтелігенції. Митрополит, зацікавлений в розвитку «Обнови», сам запрошував знаних науковців до участі в УКАС. Для «Обнови» створювались умови для існування та діяльності.
Душпастирем Товариства був призначений о. д-р Микола Конрад, людина великого таланту як науковець і педагог. У 1937 р. його змінив о. д-р Іван Гриньох, геній думки і слова, відомий теолог і визначний суспільний діяч. Часто в зовнішній і внутрішній роботі «Обнови» бере участь сам митрополит Андрей, насамперед як духовний опікун і великий меценат. ТУСК стає чи не найбільшим діячем Католицької Акції, і це було, попри те, що членів Товариства було тільки кілька десятків на більш, як двохтисячний студентський Львів.
Особлива місія лягла на «Обнову» в часі підготовки з'їзду « Українська Молодь Хрестові» 1933 р. Ця акція Церкви була присвячена проголошеному папою Пієм XI Ювілейному Року 1900-ліття Воскресіння Христа і мала довести вірність генерації молодих українців Христові. За тиждень до з'їзду ТУСК організувало збори християнського студентства. Саме тоді чи не вперше, ця частина студентів назвала себе католиками-націоналістами. У резолюції зборів вони задекларували про своє рішення активно виступити в рядах української молоді. Заклик дав свій результат і 6-7 травня у Львові на з'їзді УМХ були присутні понад 200 студентів.
Після з'їзду «Обнова» ще активніше взялася за працю зі всією академічною молоддю. Товариство звертається до цієї молоді із «закликом», в якому наголошує на важливості даного моменту в житті народу і ставить собі за ціль працювати, щоб "двигнути Українську націю до найвищих вершин, здобути їй могучість і силу, зробити її святою і Богу милою — наш найвищий ідеал ". Як свого провідника «Обнова» визнала Христа і Його науку «На нього покладається вся надія, а тому ми непомильні в своїх принципах». Для успішного здійснення своїх намірів ТУСК насамперед звернулося до зміцнення своєї внутрішньої сили, а саме: дбати про свою глибоку релігійність та тривкий і непохитний характер, а також працювати над своєю професійністю. На кінець «заклику» «Обнова» попросила всіх, хто підтримує її ідеї, вступати в організовані ряди Католицької Акції.
Цей заклик дав свої позитивні результати. Маси української молоді ввійшло в КАУМ. Зросла чисельно і сама «Обнова». Церква підтримала цей почин, а через духівника для студентів о. М. Кондара наголошено на великій значимості такої праці і закликоно всіх прислухатись до слів звернення ТУСК. Все популярнішими стають академічні вечори, дні обнови, студійні дні, які організувало ТУСК. З ініціативи Товариства в листопаді 1935 р. Відбулися сходини представників українських студентських товариств, на яких вирішено провести 12 грудня ц.р. святкову Академію в честь Ексцеленції Митрополита Андрея. Отримані кошти з цієї акції ухвалено передати на заснування «Фонду допомоги студентству ім. Митрополита Андрея Шептицького». У тому ж році Товариство заявило про свою підтримку її готовність стати на захист Церкви і особи митрополита А.Шептицького в часі польського шовіністичного наступу. У 1939 році «Обнова» влаштувала цикл лекцій під назвою «Соціальний тиждень».
Ще однією ділянкою життя Товариства «Обнова» стала його участь у міжнародному католицькому співтоваристві. Тут на «Обнову» була покладена місія репрезентувати весь тогочасний український християнський рух у світі. Ще в 1929 група українських студентів бере участь в скликаному поляками, а саме товариством «Odrozenie»- організацією польського католицького студентства, з'їзді слов'янських Католицьких Академічних Організацій, на якому були присутні представники чеських, словацьких, хорвацьких і словенських студентських католицьких організацій. Мета з'їзду — взаємно ознайомитись і зблизити окремі слов'янські народи для тісної співпраці в рамках Католицьких Акцій. У 1931 році «Обнова» стала членом світового католицького об'єднання «Pax Romana». ТУСК після свого створення подало прохання на прийняття в Р.R. на конгрес 1930 р. в Мюнхені. Звідси надійшло запрошення на наступний ювілейний з'їзд у Фрибурзі, де і мало вирішитись прийняття українців. «Обнова» отримала підтримку зі сторони чеських, словацьких, хорвацьких і словенських студентів, Товариство стало повноцінним членом об'єднання «Pax Romana» і одразу активно включилося в світове католицьке життя. Найважливіша його робота помітна в Унійній комісії.
У 1936 році член сеньйорату «Обнови» д-р М.Чубатий обирається директором комісії Р.R., для справ східних церков -«Pro Oriente», а в 1938 він разом з головою ТУСК Богданом Лончиною виїхали на з'їзд до Нью-Йорку. Приєднання Західної України до Радянського Союзу в 1939 році перервало розвиток ТУСК і лиш після II світової війни на еміграції вдалось відновити організацію.
При сприянні старшої інтелігенції, особливо п. Роми Гайди з США і п. Лесі Крип'якевич зі Львова, була створена ініціативна група, яка і спричинилася до відродження «Обнови».
2 квітня 1992 р. відбулись установчі збори ТУСК «Обнова». У Товариство влились Християнський Студентський Клуб Львівського Державного Університету ім. Франка, Теологічний Клуб Львівського Медичного Інституту та інші об'єднання. Обрано управу, ряд комісій і затверджено статут. Першим головою «Обнови» став Андрій Костюк, тоді студент юридичного факультету ЛДУ ім. Франка. Товариство було зареєстроване Львівською обласною держадміністрацією. В тому ж році отримало благословення на працю від патріарха Мирослава Івана Кардинала Любачівського. Вже в травні «Обнова» звернулася до синоду УГКЦ у Львові з конкретними пропозиціями щодо роботи з молоддю.

## Головні цілі товариства
- Сприяти духовному розвитку своїх членів на засадах християнської духовності та моралі, відповідно до духовних та національних традицій українського народу.
- Готувати своїх членів до просвітницької діяльності серед молоді, щоб вносити християнські моральні цінності в усі ділянки особистого, родинного та суспільного життя, створюючи цим основи для нового українського суспільства.
- Виховувати студентську та учнівську молодь в християнському дусі.
- Поширювати християнські засади в своєму оточенні.
- Розвивати суспільно-допомогову діяльність і у випадку потреби морально та матеріально допомагати своїм членам та іншим потребуючим в дусі християнської любові.
- Репрезентувати українську студентську християнську молодь перед іншими студентськими та громадськими організаціями в Україні і за кордоном.

## Основні акції товариства
- Традиційне обновлянське святкування Старого Нового року
- Обновлянський Вертеп
- Шевченківський вечір
- Великопосні реколекції
- Молодіжна проща до Унева
- Похід на гору «Обнова»
- Вишкільний табір для симпатиків товариства
- Велопроща
- Конференція
- Урочисте святкування Дня Архистратига Михаїла — покровителя «Обнови»
- Андріївські вечорниці
- Святий Миколай — дітям (за сприяння Мальтійської Служби Допомоги)

## Проща «Львів-Унів»
Одним із найбільш значимих акцій «Обнови» є проведення прощі «Львів-Унів»" спільно із Свято-Успенською Унівською Лаврою Студійського уставу і, за підтримки Комісії у справах мирян Львівської архиєпархії УГКЦ Прощу 2011 року благословив єпископ-помічник Львівської архиєпархії Владика Венедикт (Алексійчук). За традицією, проща до Унева розпочинається Божественною Літургією у церкві Св. Архистратига Михаїла на вулиці Винниченка у Львові. Протягом двох днів прочани ідуть пішки, і до Унева прибувають надвечір 14 травня. Нічні чування триватимуть до ранку: молитви, сповідь, благословення чудотворною іконою. Вночі прочан чекає похід зі свічками на Чернечу гору.
У прощі 2011 року брало участь близько 1100 осіб

## Зв'язки з іншими організаціями
«Обнова» є членом Федерації Українських Католицьких Студентських та Академічних Товариств «Обнова» — об'єднанням локальних Студентських та Академічних Товариств «Обнова» для координації своєї діяльності та реалізації спільних проектів на національному рівні.